# Ius soli
El ius soli (del llatí literalment 'dret del sòl' que pel seu sentit equival al 'dret de lloc') és una forma usada actualment en llengües contemporànies, i que és un criteri jurídic per a determinar la nacionalitat d'una persona física.
En determinats casos, aquest criteri pot ser contrari i contradictori amb el ius sanguinis (del llatí dret de sang i que a la pràctica suposa adquirir la nacionalitat dels familiars: el pare o la mare).
Una persona pot, d'aquesta manera, tenir dret a diverses nacionalitats. Hi ha països, com ara França, on es reconeix el  ius soli i el ius sanguinis. També és possible no tenir cap nacionalitat (apàtrida).

## Diferència amb elius sanguinis
El  ius sanguinis tracta de protegir els drets dels emigrants i, per això, sol utilitzar-se amb més freqüència en els països que tenen tendència a l'emigració de la població. El  ius soli, per contra, és més freqüent en països receptors d'emigrants, generalment per considerar que s'adequa més a la realitat i afavoreix la integració dels estrangers. El  ius soli  també pot tenir com a objectiu incrementar la població d'un país, concedint la nacionalitat a estrangers.

## Alguns casos
- Espanya utilitza el  ius sanguinis  així com una forma limitada del  ius soli  (com es fa palès en les mares que immigren embarassades).
- França ha estat tradicionalment el país model d'aplicació del  ius soli: introduït el 1515, atorga la nacionalitat francesa a tota persona nascuda al país en aconseguir la seva majoria d'edat civil, sempre que pugui demostrar que ha viscut de manera duradora sobre territori francès.
- El Regne Unit també aplica el  ius soli, mentre que a la resta de països europeus no sol aparèixer en el seu ordenament jurídic.
- Un gran nombre de països americans (Brasil, Canadà, Xile, Colòmbia, Estats Units, Equador, Jamaica, Mèxic, Perú, Uruguai, Veneçuela, Guaiana Francesa) apliquen també el  ius soli , originalment com a resposta a les necessitats de població europea per colonitzar el continent.